# Congrés Jueu Europeu
El Congrés Jueu Europeu (en anglès: European Jewish Congress) va ser fundat l'any 1986 com una federació paneuropea de les comunitats i organitzacions jueves. És un òrgan escollit democràticament, és el representant de les comunitats jueves d'Europa, i treballa en col·laboració amb l'organització del Congrés Jueu Mundial. L'objectiu principal del Congrés Jueu Europeu és actuar com "el braç diplomàtic del poble jueu." La pertinença al Congrés Jueu Europeu està oberta a totes les comunitats jueves d'Europa, independentment de les diferències socials, polítiques i econòmiques, de l'Estat, del grup, o de la comunitat. La seu del Congrés Jueu Europeu, es troba a París, França, i l'organització manté oficines internacionals a Brussel·les (Bèlgica), Estrasburg (França), Berlín (Alemanya) i a Budapest (Hongria). Manté contactes amb els governs nacionals d'Europa, amb el Consell d'Europa, i amb les institucions de la Unió Europea.